# Абединова кула
Абединовата кула (на македонска литературна норма: Абединова Кула) е средновековна отбранителна кула в град Кратово, Република Македония.
Според стиловите си характеристики кулата е изградена по време на Османската империя. Първоначално е известна като кула на Абедин ефенди, но днес е наричана и Симичева, в чест на последния ѝ собственик Стефан Симич. Разположена е в центъра на града и е една от 12-те съществували отбранителни кули в Кратово.
Абединовата кула е издигната на 4 етажа с повече отвори и тераси на най-горния етаж. Първият етаж е висок 3 метра, а входната врата е дървена. На етажа има едно помещение, а стените на този етаж са най-дебели. До втория етаж се стига чрез стълби от първия, а помещението е малко по-голямо от това на първия. На третия етаж има два прозореца и помещението е по-светло. Подът на третия етаж е постлан с плочки, а на източната му стена се намира огнището. До четвъртия етаж се стига с дървено стълбище от третия. Четвъртият етаж е с две помещения, които са най-подходящи за живот. На западната стена на последния етаж има вградени долапи, а куполът е изграден от дялан камък.